# Polarizator
Polarizator je optički filter koji propušta svetlosne talase specifične polarizacije, dok blokira svetlosne talase drugih polarizacija. Polarizatori se mogu podeliti prema fizičkoj pojavi koja se koristi kako bi se postigla polarizacija. Pri dvolomu u dvolomnim kristalima (na primer kalcit) svetlost se deli na dva zraka polarizovana u međusobno normalnim ravnima, pri refleksiji (odbijanju) može nastati potpuno polarizovana svetlost, zbog dihroizma tanki listići nekih materijala (na primer polivinil hlorida impregniranog jodom) propuštaju samo svetlost određene polarizacije.

## Polarizacija svetlosti pomoću kristala
Pojave interferencije i difrakcije svetlosti potvrđuju da je svetlost talasne prirode. Međutim, iz njih se ne dobija odgovor da li je svetlost longitudinalno ili transverzalno talasno kretanje. Na to pitanje daje odgovor polarizacija svetlosti.
Uzmimo dve pločice kristala turmalina koje su brušene paralelno sa glavnom kristalnom osom. Svaka pločica za sebe propušta svetlost kako se god postavi. Ako se postave obe pločice turmalina jedna prema drugoj, prozirnost će zavisiti od njihovog međusobnog položaja. Svetlost će najjače prolaziti kada su kristalne ose obe pločice međusobno paralelne. Zakretanjem jedne pločice prema drugoj prolaziće sve manje svetlosti, a kod normalnog položaja dve kristalne ose ploče će biti neprozirne. Iz toga proizilazi da prva pločica menja svojstva zraka svetlosti koji kroz nju prolazi tako da zrak svetlosti ima različita svojstva u smerovima normalnim na zrak svetlosti. Ta pojavu se naziva polarizacijom svetlosti.
Iz pojave polarizacije svetlosti nužno proizilazi da su talasi svetlosti transverzalni, to jest da se oscilovanje zbiva normalno na smer širenja zraka svetlosti. Kod longitudinalnih talasa, na primer kod talasa zvuka, ne može biti razlike u bilo kojem smeru normalnom na smer širenja zvuka. U prirodnoj svetlosti oscilacije su normalne na smer širenja, to jest na zrake u različitim ravninama. Zato se takva svetlost zove nepolarizovana svetlost.
Turmalinska pločica se može zamisliti kao mehanička mrežica koja od svih oscilacija propušta samo onu komponentu koja leži u izvesnoj ravni. Takva se svetlost kod koje se oscilovanje zbiva samo u jednoj ravni zove se polarizovana svetlost. Naprava (u gore opisanom slučaju prva pločica), koja prirodnu svetlost pretvara u polarizovanu, zove se polarizator. Kako je svetlost koja je izašla iz turmalinske pločice polarizovana, to će ona proći kroz drugu pločicu samo onda ako su im kristalne ose paralelne. Kod normalnih osa svetlost neće moći da prođe, i pločice će biti neprozirne. Kod ostalih položaja pločica, to jest kod zakreta za bilo koji ugao manji od 90°, prolaziće samo jedan mali deo, to jest jedna komponenta polarizovane svetlosti. Druga pločica koja je isto polarizator, pomoću koje se može odrediti da li je svetlost polarizovana ili nije, zove se analizator.
Iz dosadašnjeg razmatranja može se reći da je polarizacija svetlosti oscilovanje svetlosti samo u jednoj ravni koja se zove ravan oscilovanja. To je linearno polarizovana svetlost. Ravan položena kroz zrak normalno na ravan oscilovanja zove se ravan polarizacije. Polarizacija svetlosti kod prolaza kroz turmalin i druge kristale tumači se rasporedom molekula u kristalu koji propuštaju oscilacije samo u jednoj ravni.

## Analizator
Analizator u fizici, ili tačnije rečeno analizator elektromagnetskog zračenja, sastavni je deo nekog uređaja koji propušta samo zračenje linearno polarizirano u jednom smeru, a zračenje normalno polarizovano na taj smer prigušuje. Ovaj uređaj se upotrebljava za utvrđivanje polarizovanosti elektromagnetnog zračenja, a ako je to svetlost, naziva se optičkim analizatorom.

### Nikolova prizma
Nikolova prizma je jedna od najpoznatijih naprava za stvaranje linearno polarizovane svetlosti. Upotrebljava se kao polarizator i analizator. Sastoji se od dva komada kristala islandskog dvolomca, zalepljena kanadskim balzamom u obliku romboedarske prizme. Nepolarizovani zrak svetlosti koji padne na brid Nikolove prizme dvostruko se lomi te daje ordinarni i ekstraordinarni zrak. Za ordinarni je zrak indeks loma islandskoga dvolomca 1,658, a za ekstraordinarni 1,486. Indeks loma kanadskog balzama za oba je zraka jednak, i to 1,53 (za žutu natrijumsku svetlost). Ordinarni zrak koji na spojnicu od kanadskog balzama dolazi pod uglom većim od kritičnog totalno se reflektuje, a ekstraordinarni zrak prolazi gotovo nesmetano kroz prizmu. Rezultat je da je izlazni zrak potpuno polarizovan. Taj sistem prizmi konstruisao je škotski fizičar Vilijam Nikol (1768. – 1851). Modifikacije Nikolove prizme upotrebljavaju se i za druge, posebne (specijalne) svrhe.

## Linearni polarizatori
Linearni polarizatori se mogu podeliti u dve opšte kategorije: apsorptivni polarizatori, gde su neželjena polarizaciona stanja apsorbovna uređajem, i polarizatori za cepanje snopa, gde se nepolarizovani snop deli u dva snopa sa suprotnim polarizacijskim stanjima. Polarizatori koji održavaju iste ose polarizacije sa varirajućim upadnim uglom se često nazivaju kartezijskim polarizatorima, jer se polarizacioni vektori mogu opisati pomoću kartezijskih koordinata (na primer, horizontalna vs. vertikalna) nezavisno od orijentacije polarizatorske površine. Kad su dva polarizaciona stanja relativna na pravac površine (što ose obično sreće kod Fresnelove reflekcije), oni se obično obeležavaju sa s i p. Ta razlika između kartezijanske i s–p polarizacije može da bude zanemarljiva u mnogim slučajevima, ali ona postaje značajna pri ostvarivanju visokog kontrasta i kod širokih ugaonih raspona upadne svetlosti.

### Apsorptivni polarizatori
Pojedini kristali, usled efekata koje opisuje kristalna optika, manifestuju dihroizam, preferencionu apsorpciju svetla koje je polarizovano u određenim pravcima. Oni se stoga mogu koristiti kao linearni polarizatori. Najpoznatiji kristal ovog tipa je turmalin. Međutim, ovaj kristal se retko koristi kao polarizator, budući da je njegov dihroični efekat veoma zavistan od talasne dužine i kristal izgleda obojen. Herapatit je isto tako dihroičan, i nije jako obojen, ali se veliki kristali teško formiraju.
Polaroidni polarizirajući filter slično funkcioniše na atomskoj skali sa polarizatorom tipa žičane mreže. On je originalno bio napravljen od mikroskopskih herapatitnih kristala. Njegova sadašnja forma H-ploče je napravljena od polivinil alkoholne (PVA) plastike sa dodatkom joda. Rastezanje ploče tokom proizvodnje dovodi do poravnanja PVA lanaca u jednom određenom pravcu. Valentni elektroni iz dodatog joda imaju sposobnost linearnog kretanja duž polimernih lanaca, ali ne i transverzalno u odnosu na njih. Stoga se upadna svetlost koja je polarizovana paralelno sa lancima apsorbuje pločom; svetlost koja je polarizovana normalno na lance se transmituje. Trajnost i praktičnost polaroida čini ovaj materijal najčešćim tipom polarizatora u upotrebi, na primer za naočare za sunce, fotografske filtere, i displeje sa tečnim kristalima. On je isto tako znatno jeftiniji od drugih tipova polarizatora.
Moderni tip apsorptivnog polarizatora je napravljen od izduženih srebrnih nanočestica ugrađenih u tanke (≤0,5 mm) staklene ploče. Ovi polarizatori su trajniji, i mogu da polarizuju svetlost mnogo bolje od plastičnog polaroidnog filma. Oni ostvaruju polarizacione odnose i do 100,000:1, i imaju nisku apsorpciju korektno polarizovanog svetla, do 1,5%. Takvi stakleni polarizatori su najpodesniji za kratokalasno infracrveno svetlo, i oni su u širokoj upotrebi u komunikaciji putem optičkih kablova.

## Literatura
- Kliger, David S. Polarized Light in Optics and Spectroscopy, Academic Press. 1990.  978-0-12-414975-5.
- Mann, James. "Austine Wood Comarow: Paintings in Polarized Light", Wasabi Publishing. 2005.  978-0976819806.
- Principles of Optics, , M. Born & E. Wolf, Cambridge University. .
- Fundamentals of polarized light: a statistical optics approach, C. Brosseau, Wiley. 1998.  978-0-471-14302-4..
- Polarized Light, second edition, Dennis Goldstein, Marcel Dekker. 2003.  978-0-8247-4053-5.
- Field Guide to Polarization, Edward Collett, SPIE Field Guides vol. FG05, SPIE. 2005.  978-0-8194-5868-1..
- Polarization Optics in Telecommunications, Jay N. Damask, Springer. 2004.  978-0-387-22493-0..
- Polarized Light in Nature, G. P. Können, Translated by G. A. Beerling, Cambridge University. 1985.  978-0-521-25862-3..
- Polarised Light in Science and Nature, D. Pye, Institute of Physics. 2001.  978-0-7503-0673-7..
- Polarized Light, Production and Use, William A. Shurcliff, Harvard University, 1962.
- Ellipsometry and Polarized Light, R. M. A. Azzam and N. M. Bashara, North-Holland. 1977.  978-0-444-87016-2.
- Secrets of the Viking Navigators—How the Vikings used their amazing sunstones and other techniques to cross the open oceans, Leif Karlsen, One Earth Press, 2003.

## Spoljašnje veze
- v MathPages: The relationship between photon spin and polarization}-